# Ricardo Chambers
Ricardo Chambers (né le 7 octobre 1984 dans la paroisse de Trelawny) est un athlète jamaïcain spécialiste du 400 mètres. Son club est l'Université d'État de Floride (FSU).

## Biographie
En 2010, Ricardo Chambers améliore son record personnel sur 400 m en réalisant le temps de 44 s 54 lors du Meeting Herculis de Monaco. Sélectionné dans l'équipe des Amériques lors de la première édition de la Coupe continentale d'athlétisme, en septembre à Split, il se classe deuxième de la course derrière Jeremy Wariner.
Le 20 mars 2016, Chambers et ses coéquipiers échouent au pied du podium des championnats du monde en salle de Portland en 3 min 06 s 02, derrière les États-Unis (3 min 02 s 45), les Bahamas (3 min 04 s 75) et Trinité-et-Tobago (3 min 05 s 51).

## Palmarès
| Date | Compétition                              | Lieu                 | Résultat | Épreuve   | Temps         |
| ---- | ---------------------------------------- | -------------------- | -------- | --------- | ------------- |
| 2006 | Jeux d'Amérique centrale et des Caraïbes | Carthagène des Indes | 1er      | 4 × 400 m | 3 min 01 s 78 |
| 2007 | Championnats du monde                    | Osaka                | 4e       | 4 × 400 m | 3 min 00 s 76 |
| 2008 | Jeux olympiques                          | Pékin                | 7e       | 4 × 400 m | 3 min 01 s 45 |
| 2010 | Coupe continentale                       | Split                | 2e       | 400 m     | 44 s 59       |
| 2010 | Coupe continentale                       | Split                | 1er      | 4 × 400 m | 2 min 59 s 00 |
| 2015 | Relais mondiaux de l'IAAF                | Nassau               | 4e       | 4 × 400 m | 3 min 00 s 23 |
| 2015 | Championnats NACAC                       | San José             | 3e       | 400 m     | 45 s 37       |
| 2015 | Championnats du monde                    | Pékin                | 4e       | 4 × 400 m | 2 min 58 s 51 |
| 2016 | Championnats du monde en salle           | Portland             | 4e       | 4 × 400 m | 3 min 06 s 02 |

## Records personnels
- 200 m : 21 s 09 (Tallahassee, 7 mai 2005)
- 400 m : 44 s 54 (Monaco, 22 juillet 2010)